# Гоумтаун (Західна Вірджинія)
Гоумтаун (англ. Hometown) — переписна місцевість (CDP) в США, в окрузі Патнем штату Західна Вірджинія. Населення — 556 осіб (2020).

## Географія
Гоумтаун розташований за координатами 38°31′44″ пн. ш. 81°51′19″ зх. д. / 38.52889° пн. ш. 81.85528° зх. д. (38.528832, -81.855215).  За даними Бюро перепису населення США в 2010 році переписна місцевість мала площу 2,08 км², уся площа — суходіл.

## Демографія
Згідно з переписом 2010 року, у переписній місцевості мешкало 668 осіб у 282 домогосподарствах у складі 193 родин. Густота населення становила 321 особа/км².  Було 299 помешкань (144/км²).
Расовий склад населення:
| - 98,7 % — білих - 0,6 % — вихідців з тихоокеанських островів - 0,1 % — азіатів |

До двох чи більше рас належало 0,6 %. Частка іспаномовних становила 0,4 % від усіх жителів.
За віковим діапазоном населення розподілялося таким чином: 20,4 % — особи молодші 18 років, 62,1 % — особи у віці 18—64 років, 17,5 % — особи у віці 65 років та старші. Медіана віку мешканця становила 43,5 року. На 100 осіб жіночої статі у переписній місцевості припадало 93,6 чоловіків;  на 100 жінок у віці від 18 років та старших — 98,5 чоловіків також старших 18 років.
Середній дохід на одне домашнє господарство  становив 89 773 долари США (медіана — 85 714), а середній дохід на одну сім'ю — 105 820 доларів (медіана — 147 840). За межею бідності перебувало 14,9 % осіб, у тому числі 73,6 % дітей у віці до 18 років та 0,0 % осіб у віці 65 років та старших.
Цивільне працевлаштоване населення становило 352 особи. Основні галузі зайнятості: роздрібна торгівля — 31,3 %, транспорт — 19,3 %, освіта, охорона здоров'я та соціальна допомога — 19,0 %.